# 상주시민운동장
상주시민운동장(尙州市民運動場, Sangju Civic Stadium)은 대한민국 경상북도 상주시에 있는 스포츠 시설이다. 천연잔디 필드와 고무롤시트 트랙이 갖춰진 경기장이며, 1991년 1월에 준공되었다. 2011년부터 2020년까지 상주 상무 FC의 홈 경기장으로 사용되었고, 미디어센터, 선수대기실, 통신 및 의료시설과 각종 부대시설 등의 시설을 갖추고 있다.

## 참고 문헌
- “상주시민운동장 연혁 및 시설현황”. 상주시청.
- “상주시민운동장 주경기장”. 상주시청.
- 《전국 공공체육 시설 현황 (2017년말 기준)》. 대한민국 문화체육관광부. 2019.
- 《2021년 전국 공공체육시설 현황(2020년말 기준)》. 대한민국 문화체육관광부. 2022.
- 《2023 전국 공공체육시설 현황 (2022년 12월말 기준)》. 대한민국 문화체육관광부. 2024.

## 같이 보기
- 상주시민운동장 보조경기장
- 상주 상무 FC
- 상주 콘서트 압사 참사